# Terratrèmol del Golf de Califòrnia de 2009
Un terratrèmol de magnitud 6.9 {\displaystyle M_{\mathrm {w} }} es va produir en el Golf de Califòrnia, Mèxic el 3 d'agost de 2009 a les 17:59:56 UTC (10:59:56 hora local). L'epicentre del sisme es va localitzar en alta mar a 89 km nord-nord-est de Santa Isabel (Baixa Califòrnia), 185 km (115 milles) oest d'Hermosillo (Sonora), en una zona de falles que marca la frontera tectònica entre la placa nord-americana i la placa pacífica.
El sisme principal va ser precedit per un sisme de 5.8 {\displaystyle M_{\mathrm {w} }}, i seguit de múltiples rèpliques, entre elles una de 6.2 {\displaystyle M_{\mathrm {w} }}:
- 3 d'agost de 2009 - 17:55:23 UTC - 5.8 {\displaystyle M_{\mathrm {w} }} 28° 58′ 34″ N, 112° 59′ 17″ O / 28.976°N,112.988°O - 4 minuts abans del sisme principal.[3]
- 3 d'agost de 2009 - 18:33:34 UTC - 5.0 {\displaystyle M_{\mathrm {w} }} 28° 55′ 52″ N, 113° 01′ 19″ O / 28.931°N,113.022°O - 33 minuts després del sisme principal.[4]
- 3 d'agost de 2009 - 18:40:50 UTC - 6.2 {\displaystyle M_{\mathrm {w} }} 29° 19′ 48″ N, 113° 40′ 52″ O / 29.330°N,113.681°O - 40 minuts després del sisme principal.[5]

El sisme es va poder notar amb major intensitat en les poblacions de la costa d'Hermosillo, com Punta Chueca, Badia de Kino i Kino Nuevo.